# Високошколска библиотека
Високошколска библиотека (енгл. Academic library) формира се при универзитетима, високим и вишим школама и осталим сродним установама. Мрежу библиотека универзитета чине универзитетска библиотека, библиотеке при факултетима, вишим школама, институтима и студентским домовима. Све оне заједно чине библиотечко-информациони систем универзитета. 

## Задаци
Основни задатак високошколске библиотеке је да студентима и професорима омогући информације које су им потребне за студирање или за научни, стручни и истраживачки рад. Факултетске, семинарске и катедарске библиотеке су ужестручног карактера јер сакупљају грађу која се односи на научну област која се изучава на матичном факултету, а библиотеке при студентским домовима су општеобразовне. Обавеза високошколске библиотеке је да студентима направи добру основу за континуирано образовање и након студирања и да обрађује, чува и даје на коришћење библиотечки материјал.

### Остали задаци
- Обучавање студената, професора и осталих корисника за коришћење информационих извора
- Пружање брзе, тачне, коректне и актуелне информације ѕахваљујући циљаној набавци литературе из одређене области и редовној ревизији фонда
- Одржавање збирке библиотеке како би задовољила потребе корисника на универзитету
- Доступност библиотеке свим корисницима, а не само студентима и наставном особљу универзитета
- Обезбеђивање међубиблиотечке сарадње како би корисник добио и публикације којих нема у библиотеци

## Организација рада
Основни процеси су архивирање, услуживање, међубиблиотечка сарадња, истраживање и развој. Процес рада укључује и набавку, обраду и позајмљивање библиотечке грађе. 
У факултетској библиотеци је најпожељније да ради библиотекар који је и предметни специјалиста, јер се на тај начин испуњава захтев за постављањем високих стручних стандарда, али и помаже научна област за коју је библиотека стручна.

## Библиотеке са двојном функцијом
Постоје библиотеке које поред своје функције националне библиотеке, врше функцију и универзитетске.
- Универзитетска библиотека у Приштини – из народне библиотеке (која је била угашена) настала је Народна и универзитетска библиотека Косова која је касније именована као Народна и универзитетска библиотека "Иво Андрић";
- Народна и универзитетска библиотека Републике Српске у Бањалуци – настала из народне библиотеке;
- Национална и свеучилишна књижница у Загребу – 1874. године је проглашена универзитетском, а затим и националном библиотеком;
- Народна и универзитетска библиотека у Љубљани – од 1945. године функционише као национална и универзитетска библиотека.

## Самосталне библиотеке
Насупрот библиотекама са двојном функцијом, постоје и самосталне библиотеке. Једна од њих је Универзитетска библиотека "Светозар Марковић" у Београду. Она је матична над свим високошколским библиотекама у Србији. Обухвата 76 факултетских, 30 семинарских (на Филолошком и Филозофском факултету) и око 70 библиотека катедара, одељења, института и студенстких домова. У вршењу функције матичности јој на територији Војводине помаже Библиотека Матице српске, а на територији Косова и Метохије Народна и универзитетска библиотека у Приштини.
Универзитетска библиотека у Крагујевцу је одлуком Скупштине Универзитета у Крагујевцу 5. јуна 1985. издвојена из састава Радне заједнице Универзитета и ради као самостална радна организација у области образовања, културе и науке.
Универзитетска библиотека "Никола Тесла" у Нишу је основана 18. маја 1967. године, а од 1978. године носи име Николе Тесле. Током година, од класичне библиотеке прерасла је у значајан информационо-документациони центар овог дела Србије. Централна је библиотека Универзитета у Нишу.

## Стандарди и закони
Нови Стандарди за високошколске библиотеке донети су на скупштини Заједнице библиотека 1997. године, где је и дефинисан појам високошколске библиотеке. Стандарди морају бити у складу са законима о високошколском образовању, о културним добрима и научном раду, како би били поштовани и уважени. Делатност високошколских библиотека је уређена Законом о библиотечкој делатности, Законом о универзитету, Законом о научноистраживачком раду и одговарајућим подзаконским актима, као и статутима матичних високошколских установа. 

### Најважнији елементи стандарда
1. Дефиниција и организација система библиотеке
2. Утврђивање служби и послова
3. Образовање библиотечких фондова и информационих извора
4. Утврђивање броја библиотечких радника и послова које треба да обављају према стручној спреми
5. Утврђивање потребног простора и опреме

## Библиотечко-информациони систем
Систем високошколских библиотека може да буде централизован (једна главна и више мањих библиотека везаних у јединствени библиотечко-информациони систем; подређене библиотеке одговорне централној библиотеци) и децентрализован (низ библиотека које нису повезане и које задовољавају само потребе матичне инстутуције).

## Заједница библиотека универзитета у Србији
Заједница библиотека универзитета у Србији (ЗБУС) је основана 1992. године под називом Заједница високошколских библиотека, са седиштем у Универзитетској библиотеци "Светозар Марковић". У ову заједницу спадају библиотеке свих шест универзитета у републици и библиотеке већих научних института. Када је основана, имала је око педесет чланова, а данас их има сто педесет седам. Заједница библиотека универзитета у Србији је укључена и у Конзорцијум библиотека Србије за обједињену набавку од 2001. године заједно са националним библиотекама.

## Галерија слика
- Универзитетска библиотека "Светозар Марковић"
- Универзитетска библиотека Републике Српске у Бањалуци
- Улаз у Универзитетску библиотеку "Никола Тесла" у Нишу